# María Victoria Fernández-España
María Victoria Fernández-España y Fernández-Latorre (La Coruña, 12 de junio de 1925 - Madrid 10 de junio de 1999) fue una periodista, escritora y política española, diputada por la provincia de La Coruña, desde 1977 hasta 1986, elegida por el partido Alianza Popular. En el año 1986, pasó al grupo mixto por su desavenencia con la dirección del partido, con motivo del Referéndum sobre la permanencia de España en la OTAN de 12 de marzo de 1986. Como periodista y escritora utilizó el nombre de Victoria Armesto.

## Biografía
Fue nieta de Juan Fernández Latorre, fundador del diario La Voz de Galicia. Estudió en La Coruña y en las universidades de Madrid, Bonn y Nueva York, ejerció como corresponsal en distintos países. En 1950 contrajo matrimonio con el también periodista Felipe Fernández-Armesto, conocido con el sobrenombre de Augusto Assía. En 1977 se presentó como cabeza de lista de Alianza Popular al Congreso de los Diputados, siendo elegida sucesivamente en las elecciones de 1977, 1979 y 1982. Falleció el 11 de junio de 1999 en Madrid.

## Premios
- Galardonada con la Medalla Castelao en 1997, galardón que distingue la obra artística, literaria, intelectual o de ciudadanos gallegos.
- Socia de Honor y gran benefactora del pueblo de Corrubedo (Riveira), al que visitó varias veces siendo Vicepresidenta y Secretaria del Congreso de los Diputados.

## Hijos
- Juan Fernández-Armesto Fernández-España, expresidente de la Comisión Nacional del Mercado de Valores (1996-2000).

## Obras principales
- Galicia feudal
- Verbas galegas
- Dos gallegos: Feijoo y Sarmiento
- Herminia
- Tradición y reforma en la vieja Coruña
- Los hijos cautivos de Breogán. El rastro de Castelao en América